# John Freind
Johannes Freind en latin ou John Freind (1675 - 26 juillet 1728) est un médecin et chimiste anglais, ainsi qu'un homme politique britannique. « Dans les annales de la médecine anglaise, c'est un géant. C'est l'un des héros du Collège de médecine londonien,. »

## Biographie
John Freind naît en 1675 à Croughton dans le Northamptonshire. C'est le plus jeune frère de Robert Freind (en) (1667-1751), directeur de la Westminster School. Il étudie à la Westminster School sous la supervision de Richard Busby (en), puis à Christ Church à Oxford sous la supervision de Henry Aldrich.
Ensuite, il commence une formation en médecine. Ayant démontré son expertise grâce à la publication de plusieurs traités médicaux, il est nommé lecturer en chimie à Oxford en 1704. Par la suite, sous les ordres du 3e comte de Peterborough, il accompagne l'armée britannique en Espagne jusqu'en 1707. Peu après son retour en 1713 de la Flandre belge, où il accompagnait les troupes britanniques, il s'établit à Londres, où il obtient une réputation enviable en tant que médecin.
En 1716, il est nommé membre du Collège royal de médecine. L'année suivante, en 1717, il prononce des conférences dans le cadre des Goulstonian Lectures (en). En 1720, il prononce des conférences en tant que Harveian orator (en). En 1722, il est élu député à la Chambre des communes du Royaume-Uni ; il représente Launceston en Cornouailles. Cependant, soupçonné de supporter la cause des Stuart en exil, il passe trois mois à la Tour de Londres. En 1727, il est nommé médecin de la reine Caroline d'Ansbach, poste qu'il occupe jusqu'à la fin de sa vie.
Son corps est enterré au manoir de Hitcham, dans le Berkshire, propriété qu'il avait achetée.

## Œuvres
À peine adulte, il produit en collaboration avec Peter Foulkes (en) une édition des discours d'Eschine et Démosthène sur l'affaire de Ctésiphon. Après son retour d'Espagne en 1707, il rédige un compte-rendu de l'expédition, qui obtient la faveur du public britannique. En 1709, il publie son Prelectiones chimicae, qu'il dédie à Isaac Newton.
Pendant son emprisonnement à la Tour de Londres, il conçoit son œuvre majeure, The History of Physick (Histoire de la médecine), écrite en anglais, dont la première partie sort en 1725 et la seconde l'année suivante.« C'est un livre empreint d'érudition classique et extensive ; c'est encore le meilleur ouvrage en anglais [en 1900] sur le sujet pour la période qu'il couvre,. »
Autres ouvrages publiés :
- (la) Emmenologia in qua fluxus muliebris menstrui, 1703
- (la) De Morbis Popularibus, 378 pages
- (la) De purgantibus in secunda variolarum confluentium febre..., volume 1, 1720
- (en) Nine Commentaries Upon Fevers: And Two Epistles Concerning the Smallpox..., 1730

Une édition latine de tous ses ouvrages, y compris une traduction en latin de son History of Physick, éditée par John Wigan (physician) (en), est publiée à Londres en 1732.

### Citations originales
1. ↑  In English annals of medecine, he makes a great figure. He is one of the heroes of the London College of Physicians.
2. ↑  It is a book of classical and extensive learning, and is still the best work on the subject in the English language for the period of which it treats.